# Jean Grandel
 (6 juillet 2016).
Jean Grandel est un syndicaliste et homme politique français, né le 4 septembre 1891 à Montpellier. Il a été fusillé par les Allemands le 22 octobre 1941 à Châteaubriant.

## Biographie
Fils d'un plâtrier et d'une tailleuse, Jean Grandel fréquente l'École normale de Montpellier puis commence à enseigner.

## Itinéraire syndical aux PTT
- Septembre 1910 : surnuméraire des PTT.
- 1911 : adhésion à l'AG des agents des PTT, qui tient lieu de syndicat.
- 1924 : Jean Grandel est nommé commis à Paris-Poste.
- Mai 1926 : il est commis au Central télégraphique, rue de Grenelle dans le 7e arrondissement de Paris.
- Novembre 1927 : Jean Grandel est secrétaire général adjoint de la Fédération postale CGTU. La même année, il est candidat aux élections pour le Conseil supérieur des PTT.
- Mars 1929 : suspension disciplinaire à la suite de son action syndicale, puis révocation des PTT le 25 juillet 1929.
- 1936 : il est un des secrétaires de la fédération CGT des PTT réunifiée. Le 15 mai 1936, acte fort du nouveau ministère Léon Blum ; il est réintégré dans les PTT par le gouvernement du Front populaire.
- 1937 : en congé des PTT, il participe à l'organisation du service postal des Brigades internationales.

## Le militant communiste
- Juillet 1934 : Jean Grandel est élu conseiller général du département de la Seine, pour le canton de Gennevilliers.
- 21 octobre 1934 : la liste communiste est élue lors d'une élection municipale partielle à Gennevilliers. Jean Grandel est élu maire, Julien Mocquard, Waldeck L'Huillier, Louis Castel et François Serres sont ses adjoints. Il est réélu aux élections municipales de mai 1935.
- 1939 : suspendu de ses fonctions, à la suite de l'interdiction du PCF.
- 1940 : interné au camp d'Aincourt (aujourd'hui dans le Val-d'Oise)
- 22 octobre 1941 : il est fusillé, par les nazis, comme otage à la Carrière des Fusillés de Châteaubriant, avec 26 autres de ses camarades, dont Guy Môquet, Jean-Pierre Timbaud, Charles Michels ou Huỳnh Khương An. Il venait d'avoir 50 ans. En représailles à la mort du lieutenant-colonel (Oberstleutnant) et du responsable des troupes d’occupation pour le département de Loire-Inférieure, Karl Hotz, à Nantes.
- Mi-mai 1943 : création du 1er groupe armé de la résistance “Grandel” en Corrèze (département) qui sera commandé par Édouard Valéry (futur responsable départemental des FTP).

## Hommages
Une voie porte son nom en hommage à Gennevilliers, Argenteuil, Bry-sur-Marne, Salaise-sur-Sanne et Montpellier.